# 1740 aux échecs
| Années des échecs : 1737 - 1738 - 1739 - 1740 - 1741 - 1742 - 1743    |
| Décennies des échecs : 1710 - 1720 - 1730 - 1740 - 1750 - 1760 - 1770 |

Cet article présente les faits marquants de l'année 1740 aux échecs.

## Événements majeurs
- Les joueurs d’échecs parisiens quittent le café Procope, où ils se réunissaient depuis 1702, pour le Café de la Régence. Ils y resteront jusqu’en 1916[1].